# Уланський Її Величності лейб-гвардії полк
Лейб-гвардії Уланський Її Імператорської Величності Государині Імператриці Олександри Федорівни полк.
Належав до елітних частин Російської імператорської армії. Відзначився у битвах з наполеонівською армією під Аустерліцом 1805 року (Битва під Аустерліцом) та Фрідландом 1807 року (Битва під Фрідландом).
Старшинство полку — 16.05.1651 року, полкове свято — у день Вознесіння Господнього.
Дислокація — Новий Петергоф, Санкт-Петербурзька губернія (1913)
Нижні чини полку комплектувались з блондинів та рудих (без брів). Загальний полковий окрас коней — рудий. Масті розрізнялись за ескадронами: 1-й ескадрон — крупні руді з зірочкою, 2-й ескадрон — руді лисі й білоногі, 3-й ескадрон — менш рослі руді з крапинкою та сивиною, 4-й ескадрон — темно руді з плямами, 5-й ескадрон — бурі з плямами, 6-й ескадрон — темно-руді й бурі без плям, трубачі — руді й сірі.

## Нагороди
Знак на головний убір «За Теліш 12 жовтня 1877 року»

## Організація

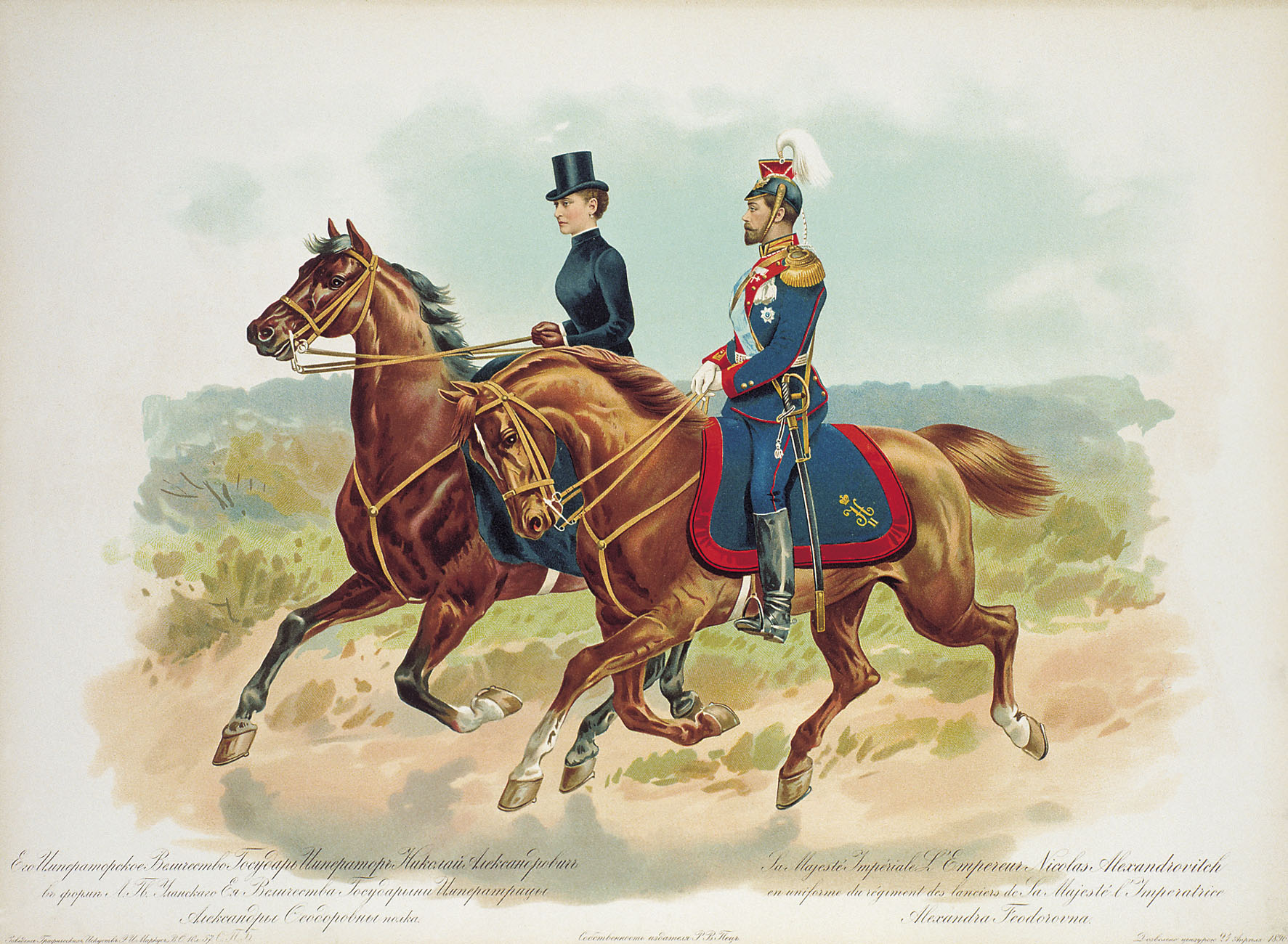
Микола II у формі Лейб-гвардії Уланського Її Величності Государині Імператриці Олександри Федорівни полку

- 16.05.1803 — з ескадронів, відрахованих по два від гусарських полків: Сумського, Ізюмського та Маріупольського й рекрутів, сформований Одеський гусарський полк у складі 2-х п'ятиескадронних батальйонів. Того ж року (11.09.1803) був перетворений на Уланський Його Імператорської Високості Цесаревича й Великого Князя Костянтина Павловича полк.
- 12.12.1809 — 1-й батальйон і половина резервного ескадрону переформовані у Лейб-гвардії Уланський полк, а з інших 5,5 ескадронів сформовано Лейб-гвардії Драгунський полк.
- 4.10.1810 — запасний напівескадрон ліквідований.
- 28.12.1812 — полк переформовано у 6 чинних та 1 запасний ескадрон.
- 1814 — 2 ескадрони дислоковані у Варшаві.
- 7.12.1817 — ескадрони, що перебували у Варшаві відраховані на формування Уланського Його Імператорської Високості Великого Князя Костянтина Павловича полку. Замість них сформовано 2 нових ескадрони.
- 26.06.1856 — переформований у 6 чинних та 2 резервних ескадрони.
- 18.09.1856 — переформований у 4 чинних і 1 резервний ескадрон.
- 29.12.1863 — 5-й резервний ескадрон відокремлений від полку до складу особливої гвардійської резервної кавалерійської бригади та названий резервним ескадроном лейб-гвардії Уланського полку.
- 4.08.1864 — резервний ескадрон повернутий до полку й відраховувати його до резервної бригади було наказано тільки на час воєнних дій.
- 24.12.1866 — затверджено новий штат полку.
- 27.07.1875 — резервний ескадрон перейменовано у запасний.
- 1883 — полк переформовано у 6 ескадронів, запасний ескадрон переформований у відділення кадру.
- 13.11.1894 — Лейб-Гвардії Уланський Її Величності Государині Імператриці Олександри Федорівни полк.
- 14.11.1895 — шеф полку — Її Величність государиня Імператриця Олександра Федорівна.
- 4.03.1917 — лейб-гвардії 1-й уланський полк.
- 8.06.1917 — гвардійський уланський полк.
- 9.05.1918 — полк розформовано (наказ Комісаріату у військових справах Петроградської трудової комуни № 144 від 11.06.1918).

## Шефи
- 11.09.1803-15.06.1831 — великий князь цесаревич Костянтин Павлович
- 27.07.1831-26.04.1891 — великий князь Микола Миколайович старший
- 14.11.1894-4.03.1917 — імператриця Олександра Федорівна

## Командири
- 16.05.-14.09.1803 — полковник граф Мантейфель Іван Васильович
- 14.09.1803-3.12.1807 — генерал-майор барон Меллер-Закомельський Єгор Іванович
- 3.12.1807-18.04.1821 — полковник (з 12 грудня 1807 — генерал-майор) Чаліков Антон Степанович
- 18.04.1821-1.01.1827 — генерал-майор Андреєвський Степан Степанович 1-й
- 1.01.1827-20.01.1832 — генерал-майор Олферьєв Павло Васильович 1-й
- 20.01.1832-2.08.1838 — генерал-майор Ренне Єгор Карлович
- 2.08.1838-29.05.1841 — полковник (з 31.08.1839 — генерал-майор) Різеман Олександр Христофорович
- 29.05.-9.11.184 — генерал-майор князь Лівен Андрій Карлович
- 9.11.1841-6.12.1851 — генерал-майор (з 3.08.1849 — граф) Нірод Євстафій Євстафійович
- 6.12.1851-17.04.1857 — генерал-майор Шевич Михайло Миколайович
- 17.04.1857-26.09.1862 — генерал-майор Свити Волков Петро Миколайович
- 26.09.1862-22.11.1868 — полковник (з 17.04.1863 — генерал-майор) Крилов Євген Тимофійович
- 22.11.1868-18.12.1873 — генерал-майор Свити Ессен Олександр Антонович
- 18.12.1873-2.03.1878 — полковник (з 27.07.1876 — генерал-майор Свити) Еттер Микола Павлович
- 2.03.1878-30.08.1881 — генерал-майор Свити Струков Олександр Петрович
- 30.08.1881-15.04.1891 — полковник (з 30.08.1885 — генерал-майор) Червонний Сергій Прокопович
- 15.04.1891-6.03.1897 — генерал-майор Баранов Петро Петрович
- 6.03.1897-2.07.1902 гг. — полковник (з 11.04.1900 — генерал-майор) принц Луї Наполеон Бонапарт
- 9.10.1902-4.09.1907 — полковник Орлов Олександр Афіногенович
- 4.09.1907-10.03.1910 — генерал-майор Павлов Олександр Олександрович
- 10.03.1910-24.12.1913 — генерал-майор (з 23.04.1911 — генерал-майор Свити) князь Белосельський-Белозерський Сергій Костянтинович
- 24.12.1913-21.09.1915 — полковник (з 9.01.1915 — генерал-майор Свити) Княжевич Дмитро Максимович
- 21.09.1915-02.03.1917 — полковник (з 23.04.1916 — генерал-майор Свити) Маслов Михайло Євгенович